# ناصر الصیعری
ناصر الصیعری (عربی: ناصر الصيعري؛ زادهٔ ۱ اوت ۱۹۸۸) یک ورزشکار اهل عربستان سعودی است.
از باشگاه‌هایی که در آن بازی کرده‌است می‌توان به باشگاه فوتبال نجران عربستان سعودی اشاره کرد.